# Пители (Ла Специја)
Пители је насеље у Италији у округу Ла Специја, региону Лигурија.
Према процени из 2011. у насељу је живело 1008 становника. Насеље се налази на надморској висини од 113 м.